# Plumb
Plumbul este elementul chimic cu numărul 82 în tabelul periodic al elementelor.
Plumbul este un metal greu, de culoare gri-argintie cu densitatea foarte mare. Datorită densității ridicate, plumbul și-a găsit utilizarea la protecția contra radiației ionizante. De asemenea, plumbul este folosit la fabricarea de greutăți cu volum mic dar cu mase mari. Acest metal este toxic pentru organismul uman, intoxicația numindu-se saturnism. Oxizii de plumb (miniu, litargă) se utilizează la fabricarea vopselelor protectoare și a chiturilor de miniu și de litargă. De asemenea, plăcuțele de plumb se utilizează la fabricarea acumulatorilor pentru autoturisme. În trecut, plumbul era folosit la tuburi pentru alimentarea cu apă potabilă, lucru grav, din cauza toxicității sale ridicate. Sărurile de plumb nu se prea utilizează, acetatul utilizându-se în laboratoarele de microbiologie la fabricarea unor medii de cultură (geloză cu plumb). Datorită punctului de fuziune scăzut, plumbul se utilizează la băi cu metale topite în laborator și la fabricarea aliajelor de lipit în electrotehnică (aliaje staniu-plumb). Acesta colorează flacăra în albastru-verzui.
Plumbul metalic obținut din cuptoare, proaspăt tăiat, are o culoare albăstruie, dar se pătează imediat cum este expus la aer, căpătând o culoare griulie, mată. Când este topit capătă un luciu strălucitor, cromargintiu.

## Plumbul în natură

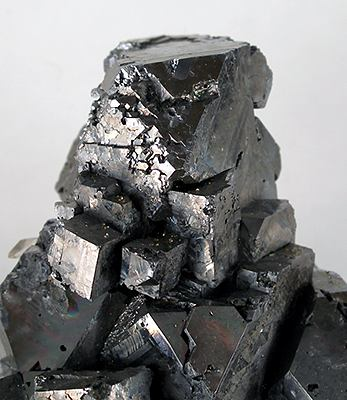
Galena, minereu de plumb

Plumbul metalic, pur, apare și el în natură, dar este foarte rar. În schimb, plumbul sub formă de minereuri apare frecvent, împreună cu alte metale cum ar fi zincul, argintul (cel mai adesea) și cuprul, și este extras împreună cu aceste metale. Cel mai răspândit mineral în care apare plumbul în natură este galena, sau sulfura de plumb (PbS), care conține 86% plumb în greutate (raportul atomilor este însă 1:1). Alte minerale cu plumb sunt ceruzitul, sau carbonatul de plumb (PbCO3) și anglezita, sau sulfatul de plumb (PbSO4).

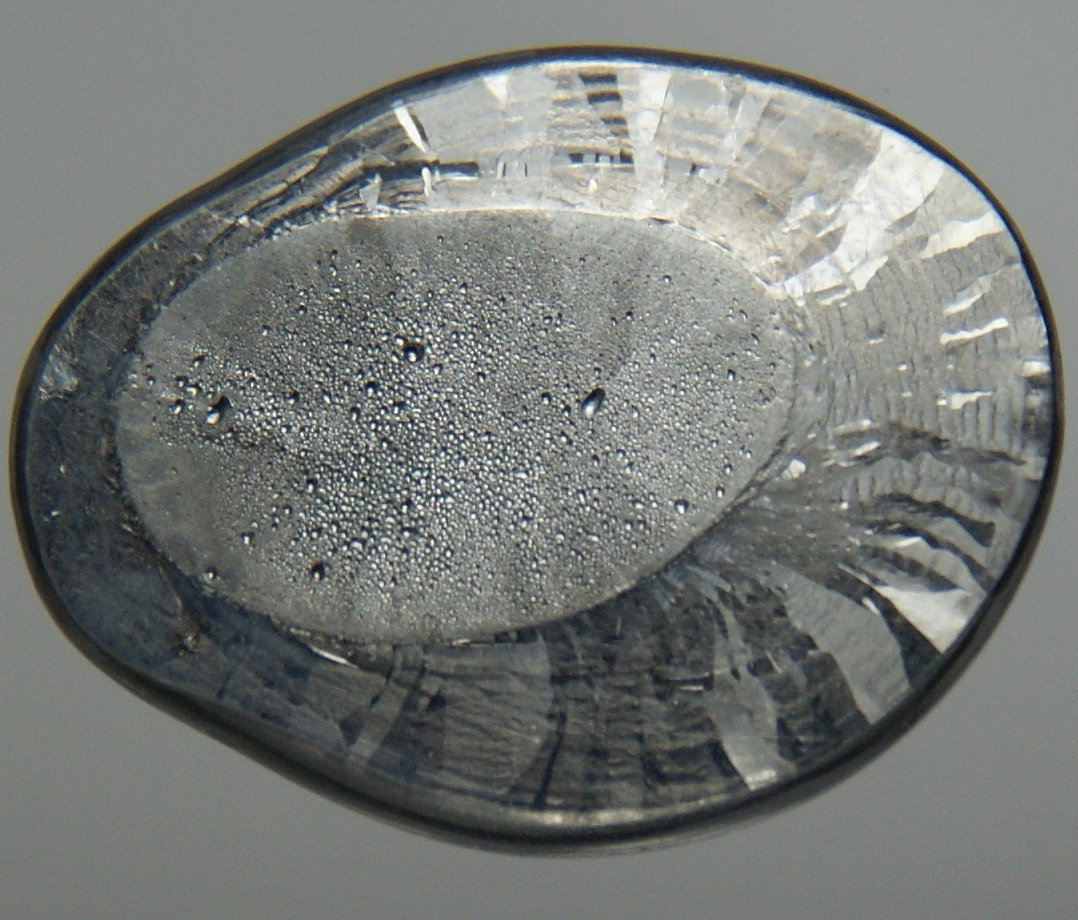
Un strop de plumb ultrapur proaspăt solidificat (din plumb topit).

În România printre cele mai importante mine de extragere a minereurilor de plumb au fost minele de plumb de la Baia Sprie și Cavnic de lângă Baia Mare.

### Obținerea plumbului din minereu
Cele mai multe minereuri conțin mai puțin de 10% plumb, dar minereuri cu numai 3% plumb pot fi încă exploatate din punct de vedere economic.
Minereul este zdrobit și concentrat prin tehnica de separare cu ajutorul apei, o tehnică veche de separare. Astfel se separă mineralele metalice de
restul materiilor ce intră în minereu (ganga), cum ar fi cuarțul, care reprezintă roca în care se găsesc cristalele.
Cristalele de galenă (sulfură de plumb) sunt ulterior prăjite, proces în care sulfura de plumb se transformă în oxid de plumb, rezultând și sulfați și silicați de plumb, precum și alte metale din minereu. Oxidul de plumb este apoi redus la plumb metalic în furnale care folosesc cocsul.
În acest proces, plumbul devine un lichid topit, fierbinte. Apar și alte materii care se separă și plutesc în straturi deasupra plumbului metalic topit: silcați cu 1,5% plumb și arsenuri de fier și cupru. Aceste deșeuri conțin cupru, zinc, cadmiu, bismut și plumb neredus care pot fi recuperate economic.
Plumbul metalic care rezultă din prăjire și furnale încă conține cantități însemnate din alte metale, cum ar fi arsenic, stibiu, bismut, zinc, cupru, argint și aur. Topitura este tratată cu aer, abur și sulf care oxidează metalele acestea cu excepția argintului, aurului și bismutului. Oxizii astfel formați sunt separați prin adăugarea de hidroxid de sodiu ce îi face să plutească deasupra topiturii și apoi să fie smântâniți. Aurul, argintul și bismutul sunt îndepărtați prin diverse procese. Plumbul foarte pur poate fi obținut prin tratarea plumbului obținut pe calea metalurgică clasică mai departe într-un proces de electroliză, care este însă scumpă.

## Folosirea plumbului de-a lungul istoriei
Plumbul este unul din cele șapte metale cunoscute de oameni din cele mai vechi timpuri. Datorită faptului că este un metal moale care poate fi îndoit și lucrat cu ușurință, și în același timp este un metal foarte greu i s-au dat întrebuințări multiple. Se cunoaște că egiptenii pescari se foloseau de greutăți făcute din plumb la năvoade astfel încât acestea să atârne în jos, încă din mileniul al doilea înainte de Hristos.

### Folosirea plumbului în perioada Vechiului Testament
Plumbul este folosit curent de mii de ani, deoarece a putut fi ușor de găsit în natură, ușor de obținut și de lucrat cu el. Este foarte maleabil și, de asemenea, ușor de topit, fapt ce au făcut să fie folosit încă din cele mai vechi timpuri, cu 3500 de ani înainte de Hristos. În acea perioadă el era folosit sub forma minereului de plumb care conținea și stibiu (antimoniul) și arseniu.
Plumbul este unul din cele șase metale menționate în Vechiul Testament în cartea Numerii, la capitolul 31, vers. 22, lucru ce atestă folosirea diverselor obiecte din plumb: Aurul, argintul, arama, fierul, plumbul, cositorul și tot ce trece prin foc, să le treceți prin foc, ca să se curețe; afară de aceasta, și cu apă de curățire să le curățiți...
Plumbul mai este pomenit în cartea Ieremia în capitolul 6, vers. 29: Foalele s-au ars, plumbul s-a topit de foc și turnătorul în zadar a topit...

### Folosirea plumbului în Imperiul Roman

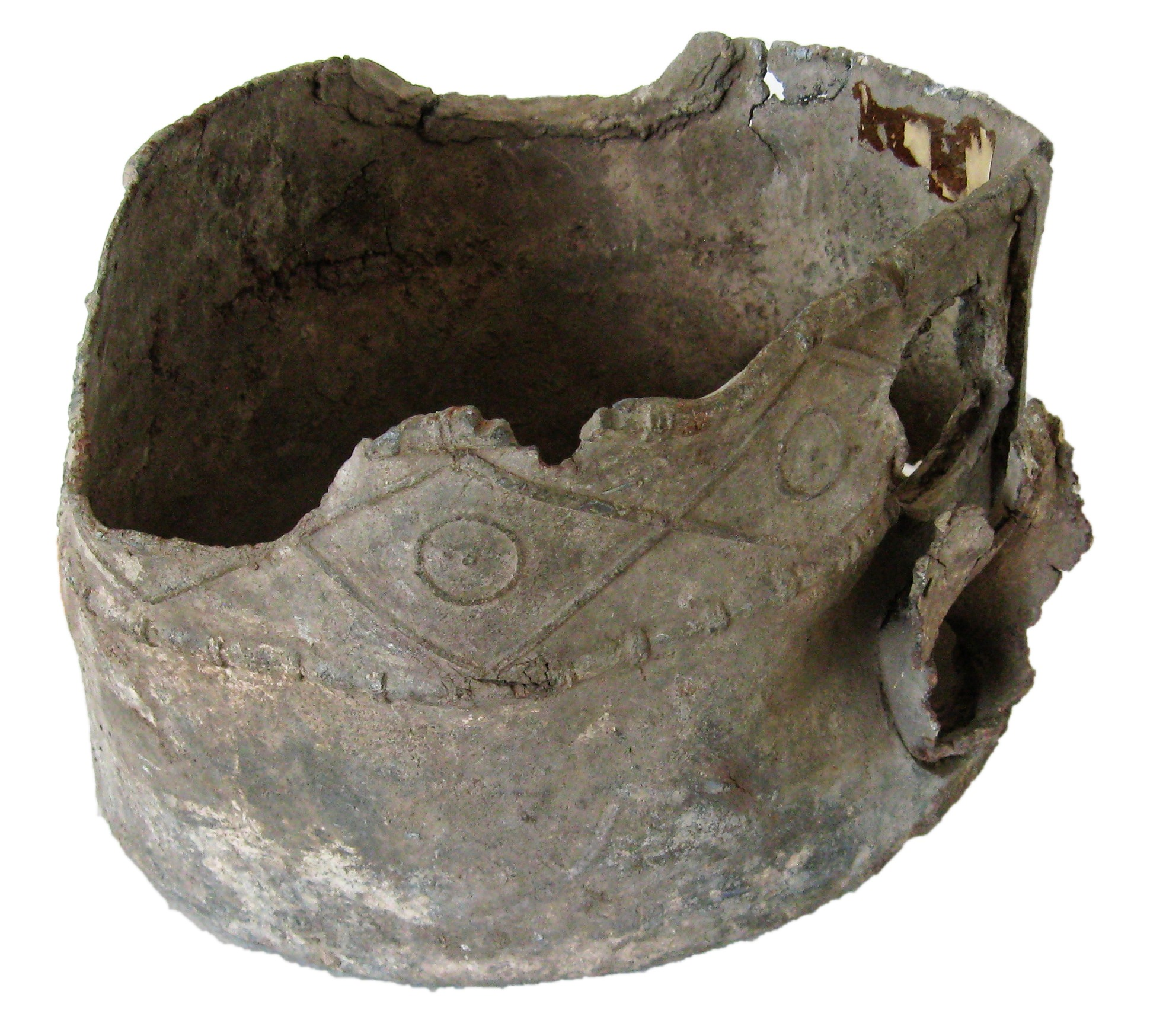
Oală romană din plumb folosită la distribuția apei găsită în Contiomagus, Germania, la granița cu Franța.

Cel mai mare producător din epoca preindustrială a fost imperiul Roman, cu o producție anuală maximă estimată de 80.000 de tone de plumb (80 de mii de tone). Cifra mare se datorează și faptului că plumbul se obținea și ca subprodus în procesul de obținere a argintului.
Activitățile miniere în perioada romană se desfășurau cu precădere în Europa Centrală, Britania Romană, Balcani, Grecia și Asia Mică. Provincia
Hispania singură furniza 40% din producția mondială de plumb de la acea vreme.

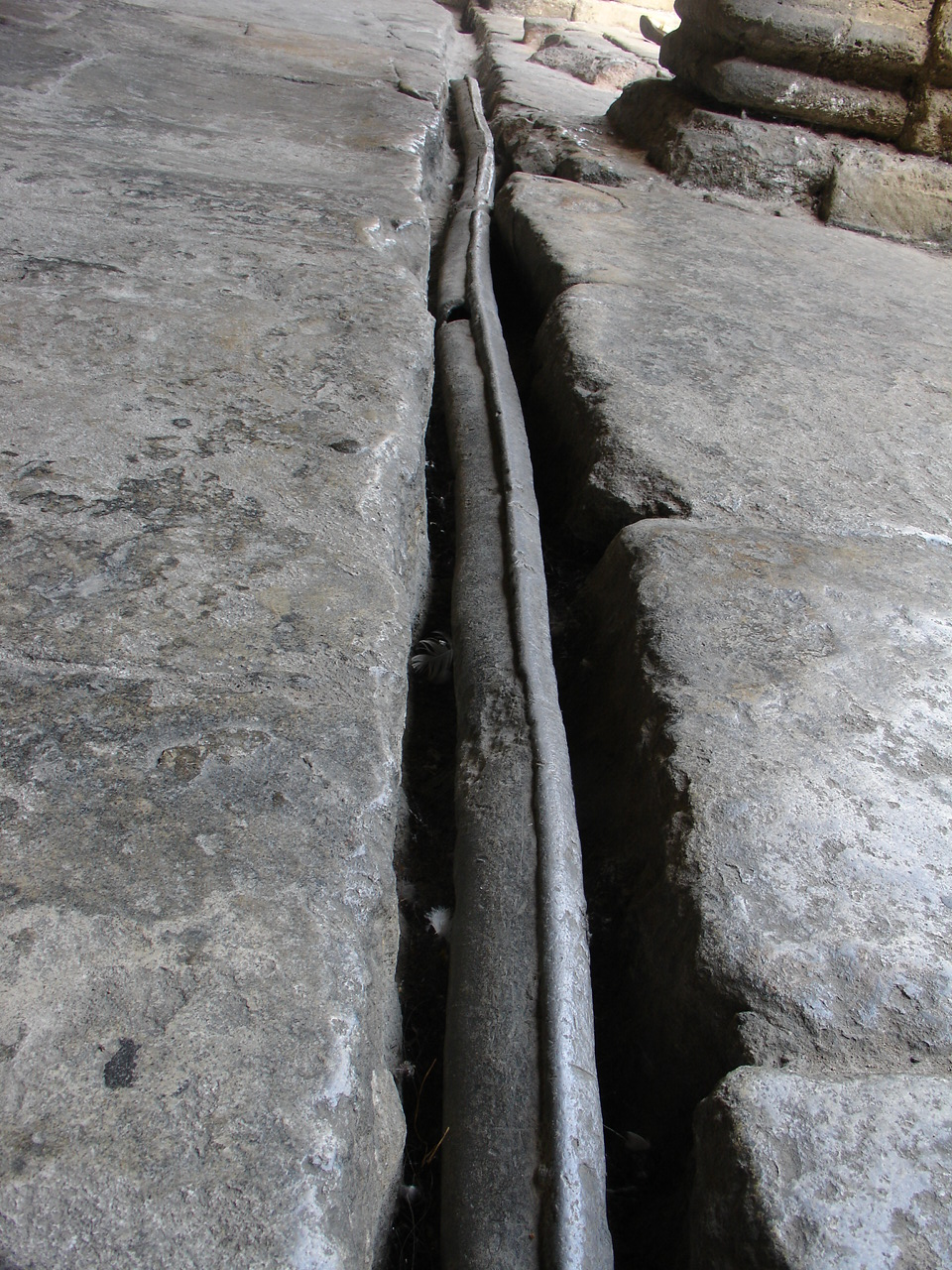
Conductă de plumb în băile romane

Conductele de alimentare cu apă în Imperiul Roman
Una din cele mai însemnate întrebuințări ale plumbului în imperiul roman a fost la facerea conductelor de alimentare cu apă. Romanii au dezvoltat vaste rețele de aducere a apei în orașe, construind numeroase apeducte chiar și de sute de kilometri lungime care traversau văi și munți, iar în orașe existau instalații din plumb. Romanii au construit apeducte pe tot întinsul imperiului, din Germania până în Africa și mai ales la Roma. Aici ele totalizau 415 km. Apeductele furnizau apă pentru băile publice și pentru băut, în orașele de pe întinsul imperiului și au impus un standard de inginerie care nu a fost întrecut 1000 de ani.

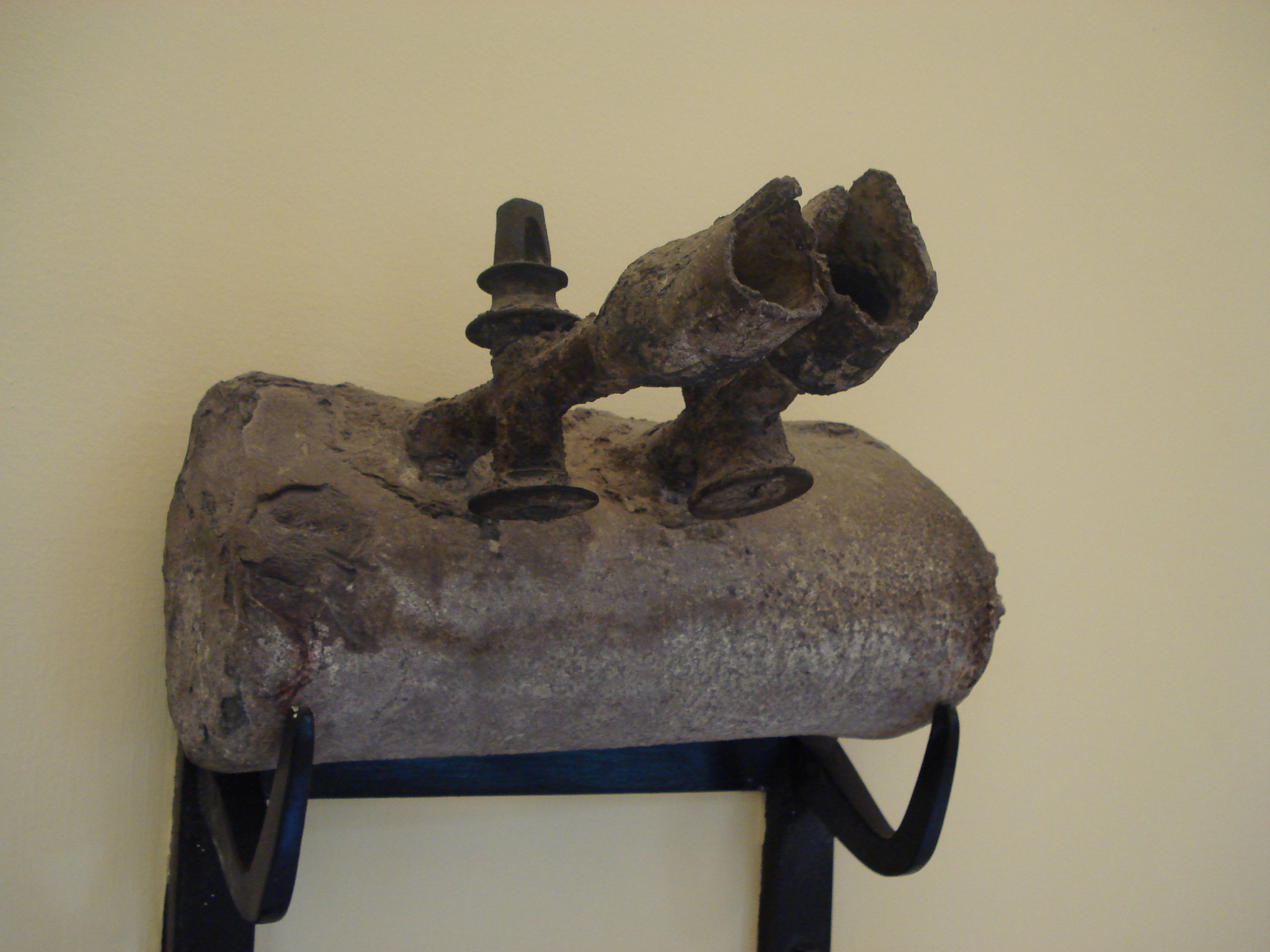
Robinete și țevi romane din plumb pentru apă din Sicilia.

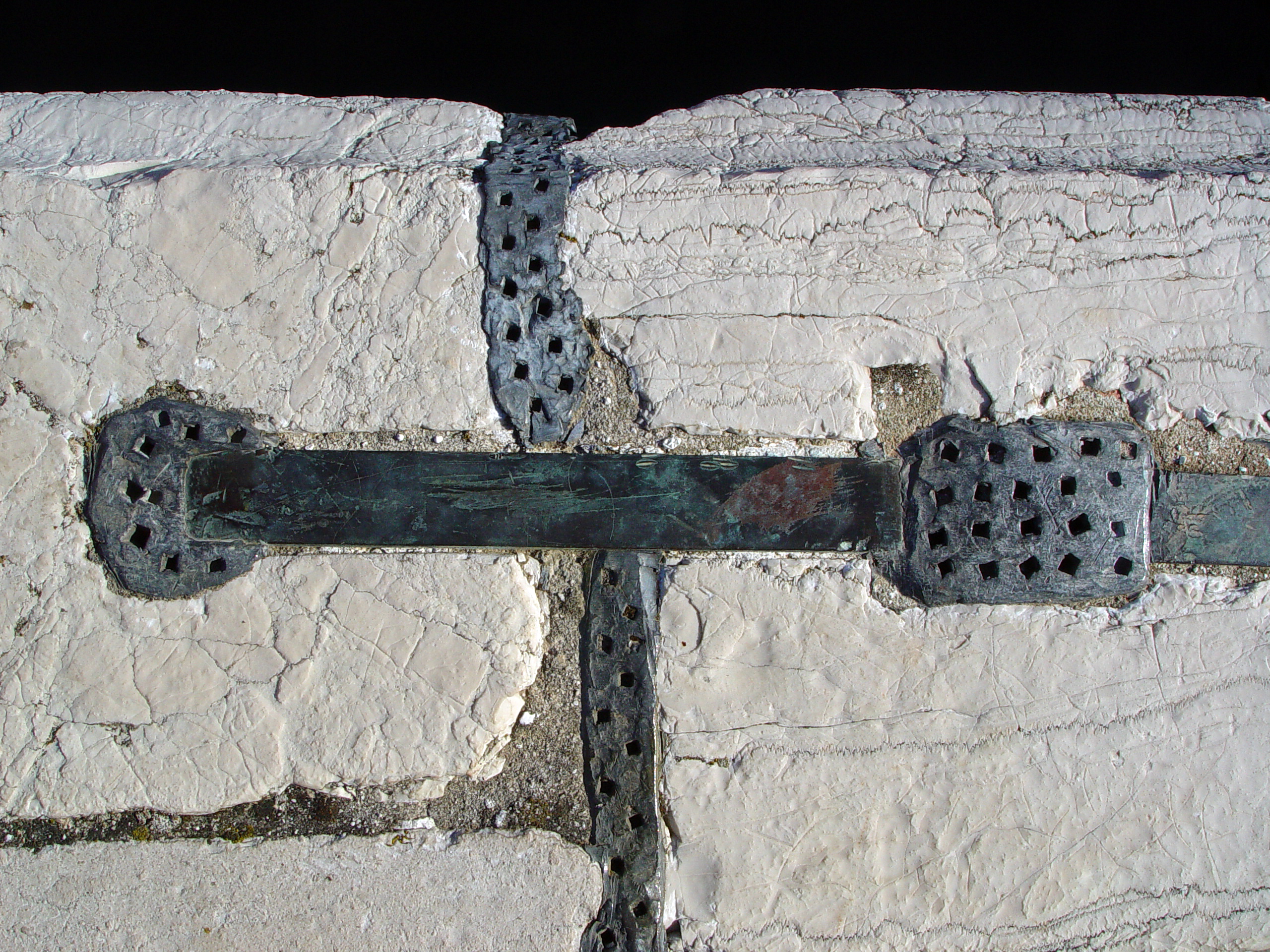
Bold din plumb folosit în construcția unui pod roman din Veneția

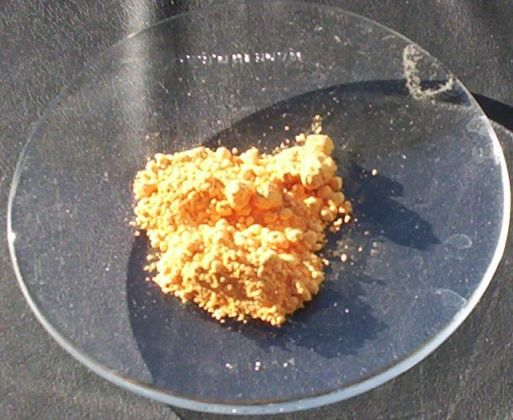
Litarga, oxidul de plumb

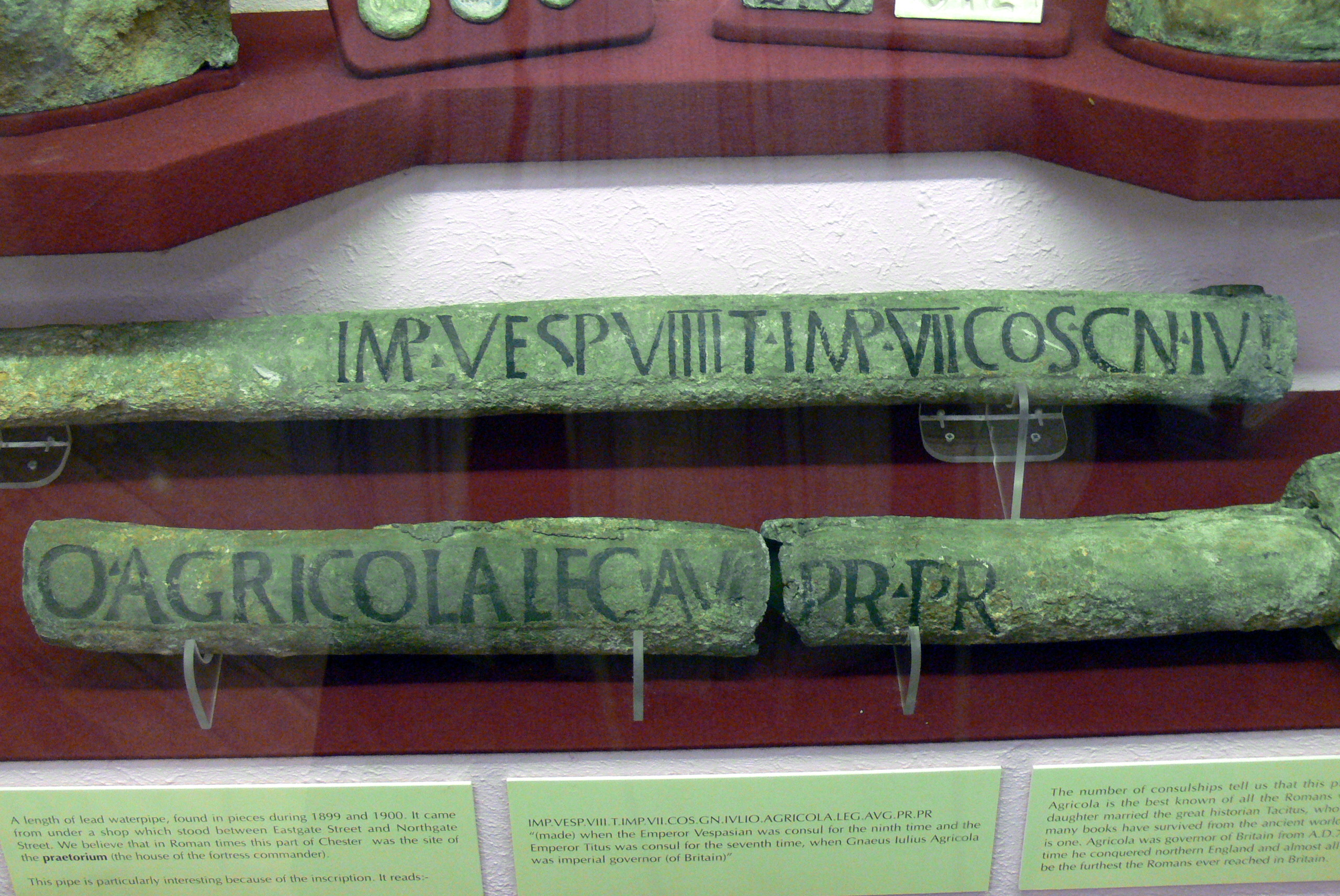
Conductă de apă romană din plumb din sec. 1 cu inscripția în latină IMP.VESP.VIII.T.IMP.VII. COS. CN. IULIO. AGRICOLA. LEG. AUG. PR. PR. din timpul domniei lui Vespasian, cînd acesta era consul. Muzeul Grosvenor. Este neobișnuit ca textul să fie
stanțat in suprafața metalului și să fie atât de lung (1 metru).

În imperiul Roman, plumbul a fost folosit împreună cu alte materiale în vasta rețea de furnizare a apei, și anume la fabricarea conductelor de apă, în zonele urbane. Metoda prin care se fabricau țevile de plumb a fost descrisă de Vitruvius și Frontinus. Plumbul era turnat în foi uniforme de 3 metri lungime, care erau apoi îndoite pentru a forma un cilindru, plumbul fiind foarte maleabil, și sudate la cusătură. Țevile de plumb puteau varia în mărime: de la aproximativ 1,3 cm diametru până la mai mult de 57 cm diametru, în funcție de debitul de apă.
Conductele de plumb romane adesea purtau insigna împăraților romani. Cercetătorii au ajuns la concluzia că inscripționarea se făcea prin folosirea unor stanțe. O stanță care avea textul scris în relief era presat pe stratul de nisip ușor umed sau cel de argilă ce urmau a folosi ca matriță, producându-se o imagine în oglindă a textului. Plumbul topit era turnat în foaie peste această matriță, iar inscripția apărea astfel în relief pe suprafața foii de plumb, în imagine corectă a textului.
Instalațiile din plumb au continuat în Europa și după Theodoric cel Mare, secolul V-VI, după căderea imperiului Roman de Apus, până în secolul XX.
În engleză, termenii instalație, instalator (plumbing, plumber) vin de la cuvântul latin plumbum ("metal moale").
Romanii foloseau plumbul topit și pentru a asigura boldurile care țineau la un loc mari blocuri de calcar în diferitele construcții monumentale.
Condimente, conservanți, îndulcitori pe bază de plumb în Imperiul Roman
În imperiul roman, pe lângă instalații, plumbul a fost folosit și ca conservant pentru mâncăruri și băuturi. De asemenea, romanii foloseau acetatul de plumb (zahărul plumbului) ca conservant și îndulcitor al vinurilor și mâncărurilor (Nu exista zahărul pe vremea aceea).
Când plumbul metalic este încălzit în contact cu aerul, se formează la suprafața lui cristale gălbui-roșiatice. Acestea sunt oxidul de plumb sau litarga.
Litarga a fost întrebuințată de romani la prepararea “zahărului plumbului”. Praful acesta de litargă (oxid de plumb) reacționează cu acizii rezultând o substanță care se numește zahărul plumbului (acetat de plumb), care este dulce.
Plumbul transformă sucul în sirop. Romanii obișnuiau să fiarbă must (suc de struguri) în vase de plumb până la obținerea unui lichid vâscos și dulce
care se cheamă șapa ce conținea aproximativ 1 gram de “zahar de plumb” la litru de suc. Acest sirop folosea ca îndulcitor în multe rețete și ca conservant al vinului.
Acest îndulcitor se folosea în multe rețete deoarece se obținea foarte ușor și era ușor de manevrat ca sirop.
Pe vremea aceea romanii nu cunoșteau zahărul iar mierea era scumpă. De asemenea, acest sirop se obținea foarte simplu, era dulce și se conserva bine. 
Romanii foloseau atât zahărul plumbului cât și litarga ca conservant al vinului. Înainte de inventarea sticlelor sigilate și a dopurile de plută și altor tehnici de sigilare, vinul era descoperit, și astfel expus oxidării. Microbii transformau astfel alcoolul din vin în oțet. Oxidul de plumb conserva vinul acționând pe două căi: prin neutralizarea oțetului (acidului) care se formase deja, formând zahărul plumbului, dar și prin omorârea
microbilor.
Necesitatea conservării vinului (băutură de bază de-a lungul perioadelor istorice) a fost atât de puternică încât, chiar și după ce s-a elucidat definitiv toxicitatea litagăi în secolul 18 folosirea ei a continuat. Doar aplicarea pedepsei cu moartea a oprit folosirea ligargăi.
Mulți istorici leagă căderea aristocrației romane de daunele neurologice majore pe care le-ar fi cauzat expunerea la plumb. Unii cercetători chiar merg mai departe afirmând ca posibil ca nebunia unor împărați precum Caligula, Nero și Commodus să fie rezultat al folosirii în exces a vinului astfel conservat și a îndulcitorilor cu plumb în general.

### Folosirea plumbului de după căderea Imperiului Roman de Apus până în secolul XX

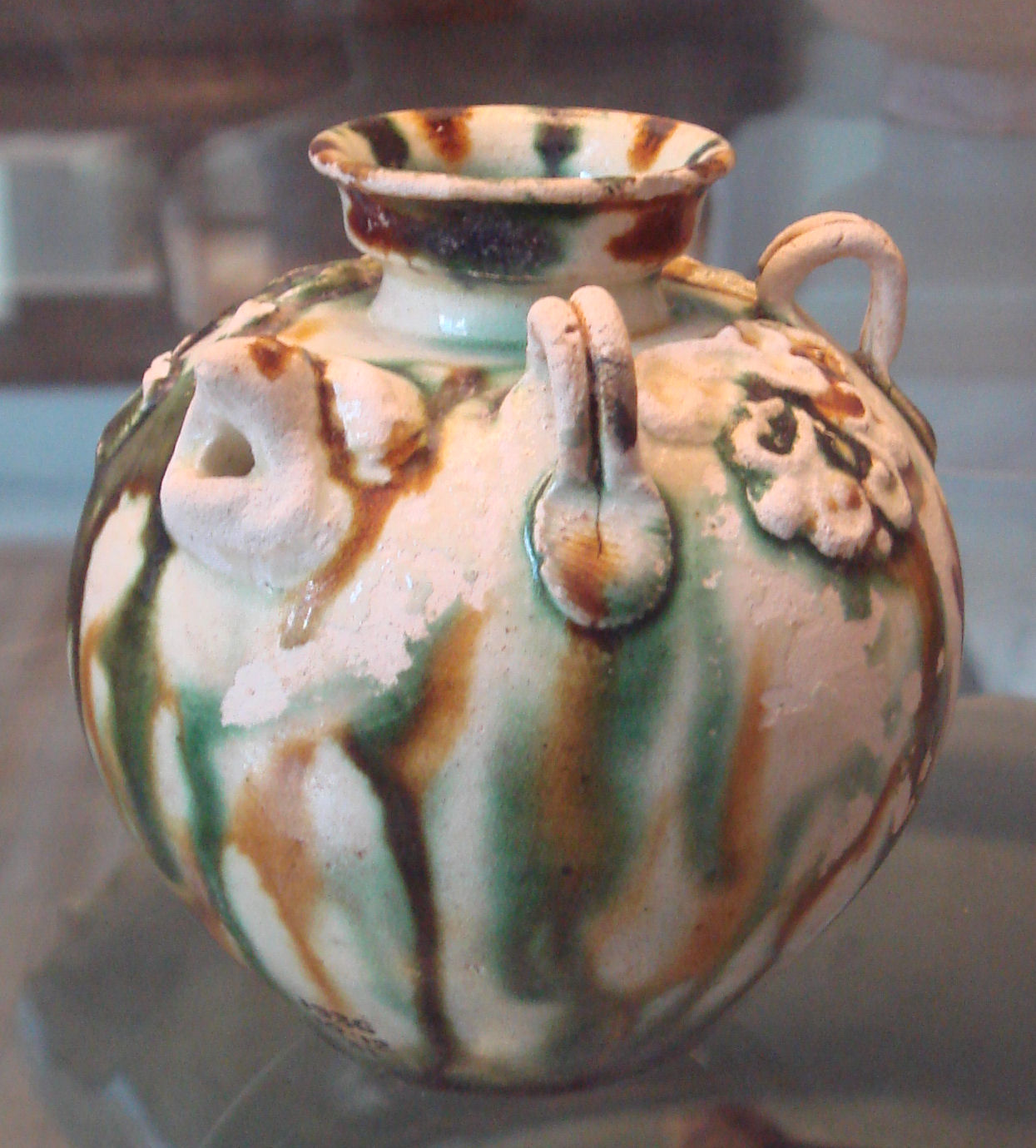
Vas ceramic multicolor sancai emailat pe exterior cu email care conține compuși cu plumb din vremea dinastiei chineze Tang, secolul 8, e.n.

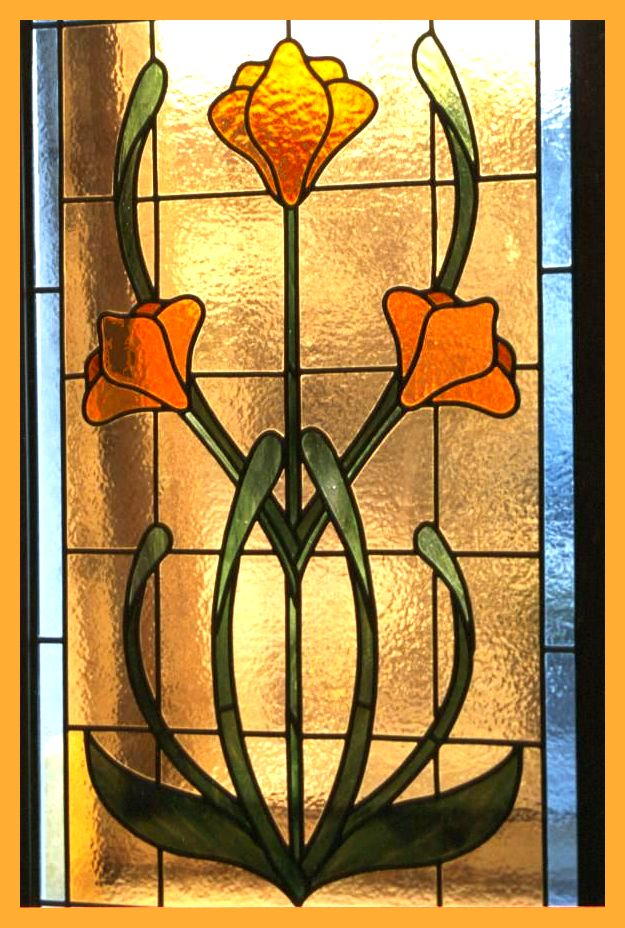
Plumbul este folosit și în zilele noastre la fabricarea vitraliilor.

Până în secolul 17, cositorul (staniul) nu era adesea deosebit de plumb: plumbul se numea plumbum nigrum, iar cositorul plumbum candidum, adică deschis la culoare. Această nedeosebire se poate vedea în Europa și la alte popoare: “olovo” însemnând plumb în cehă, și cositor în rusă ("олово"). În latină plumbum era un termen care se refera la metalele moi.
Plumbul a continuat să fie folosit în instalații la conductele pentru apă de atunci și până în anii 1970'. În anii 1970' el era folosit pentru a lega conductele de apă care erau fabricate din fier, și, de asemenea, tot plumbul se folosea ca material din care se confecționau țevile de apă de diametru mai mic.
Plumbul este metalul tradițional care se folosea la confecționarea orgilor de-a lungul secolelor, în amestec cu diverse cantități de cositor pentru a controla tonalitatea tuburilor.
Decorarea vaselor ceramice cu emailuri
Compușii cu plumb sunt folosiți ca element decorativ în emailarea vaselor ceramice, mai ales cu culorile roșu și galben. Tehnica emailării vaselor
ceramice, și nu numai a acestora este o tehnică foarte veche. Emailul poate fi colorat, ca în vasul din poză, sau poate fi transparent, care nu conține plumb.
Vitralii și sticlă colorată
Se mai folosește pentru a forma dâre strălucitoare la vitralii sau alte geamuri colorate. Este folosit tot mai puțin din motive stilistice.
Sticla cu plumb, un alt obiect cu plumb, conține 12-28% oxid de plumb. Plumbul modifică proprietăților optice ale sticlei, reducênd transmisia radiației.
Plumbul este încă folosit pe scară largă la statui și sculpturi.
Colica din Devon
Colica de Devaon este o boală cauzată de intoxicarea cu plumb pe care au suferit-o oamenii din Devon, Marea Britanie, în secolele 17 și 18. Prima mențiune a colicii datează din 1655. Simptomele au început cu dureri abdominale severe, și adesea boala a fost mortală. Cidrul, vinul de mere, este băutura tradițională a devonienilor și legătura între colică și băutura de cidru a fost observată mulți ani la rândul. Cauza precisă a fost descoperită de abia în a doua jumătate a secolului 18, pe la 1760, când dr. George Baker a emis ipoteza unei otrăviri cu plumb legate de
cidru, observând că simptomele colicii erau similare cu cele ale otrăvirii cu plumb. Se pare că plumbul era folosit în procesul de fabricare a cidrului: atât presele erau din plumb, cât și ustensilele de curățat ale acestora. El a efectuat și teste chimice pentru a demonstra prezența plumbului în sucul de mere.
Publicarea rezultatelor sale a fost întâmpinată cu o mare ostilitate din partea producătorilor de cidru. Cu timpul, spiritele s-au calmat, concluziile au fost acceptate și plumbul a fost eliminat din procesul de fabricare a cidrului. Colica nu a mai apărut. Așa cum am menționat mai sus, acetatul de plumb (zahărul plumbului) era folosit în imperiul roman drept conservant și îndulcitor al vinului. Mulți consideră acesta ca fiind cauza demenței care a afectat mulți dintre împărații romani. Există cercetători care afirmă că plumbul a fost și o cauză parțială a căderii imperiului roman.

### Folosirea plumbului pentru obținerea de vopseluri

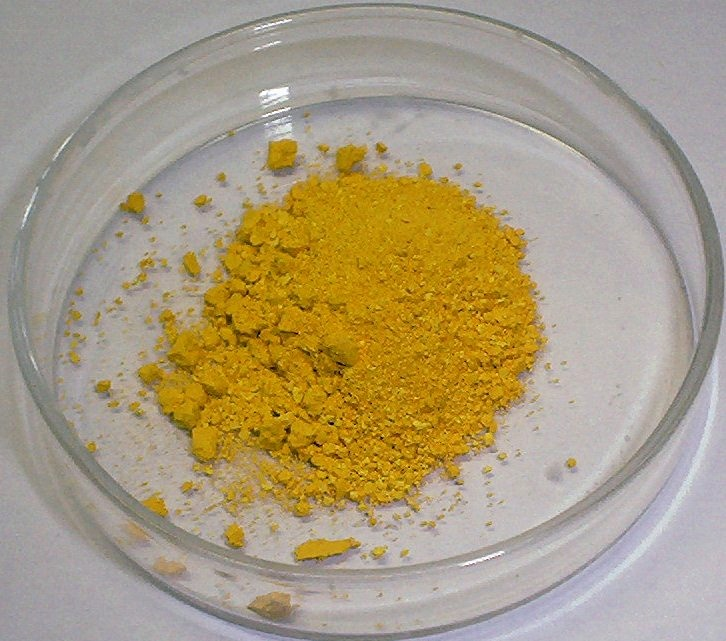
Pigmentul de galben-crom (pudră de cromat de plumb).

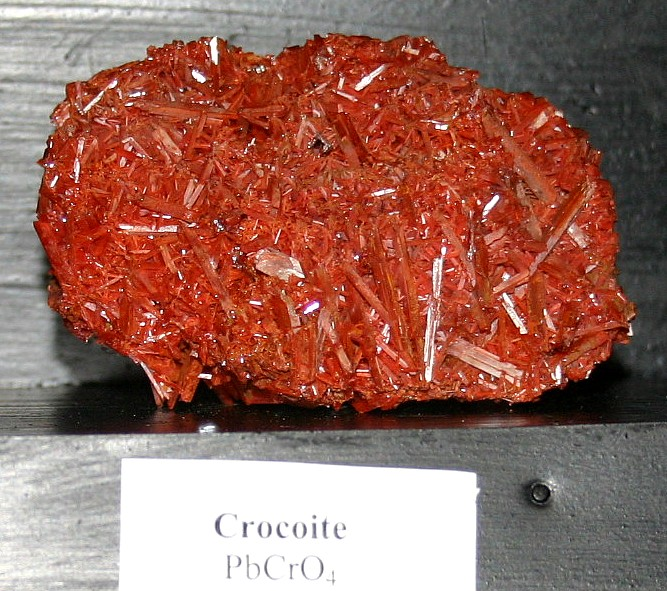
Cristale de cromat de plumb.

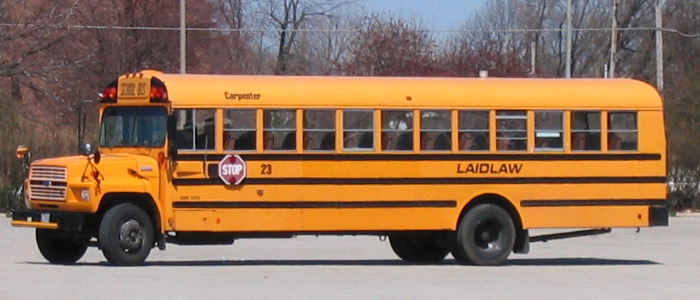
Autobuz școlar american, vopsit cu galben-crom tradițional

Pigmenții cu plumb au fost folosiți pentru a obține diverse culori: plumb alb (carbonat de plumb), diverse culori de galben printre care și galbenul-crom (pudra de cromat de plumb, PbCrO4), portocaliu și roșu (pudra de cromat de plumb și oxid de plumb).
Galbenul-crom a fost prima dată extras din mineralul (crocoite) de către chimistul francez Louis Vauquelin în anul 1809. Mineralul a fost prima dată descoperit în depozitul Berezovsky de lângă Ecaterinburg în munții Urali în 1766 și a fost denumit de către F.S. Beudant în 1832, de la cuvântul grecesc κροκος <krokos>, șofran, ca o aluzie la culoarea sa. Pentru că pigmentul tinde să se oxideze și să se închidă la culoare în timp dacă este expus la aer, și pentru că conține plumb, un metal greu toxic, a fost înlocuit tot mai mult cu un alt pigment, galbenul-cadmiu, în amestec cu portocaliul-cadmiu pentru a produce o culoarea asemănătoare cu galbenul-crom. Galbenul-crom se produce prin amestecarea soluțiilor de nitrat de plumb și cromat de potasiu, și filtrând precipitatul de cromat de plumb.
Vopselele pe bază de plumb au fost folosite multe decenii, la vopsirea obiectelor din metal sau la vopsirea pereților caselor, inclusiv în România. Însă, oamenii de știință și-au dat seama că pe măsură ce vopseaua de pe perete se deteriorează, ea se decojește, se pulverizează în mici particule de praf și apoi este inhalată de oameni sau intră în corp prin contact mână-gură sau prin intermediul alimentelor sau apei.
S-a mai constatat că Inhalarea vopselei cu plumb este o sursă majoră de intoxicare a copiilor. De aceea, pe la mijlocul anilor 1980 vopseaua cu plumb a fost interzisă în multe țări din lume. Trebuie aici menționat că dacă vopseaua nu se decojește ea nu este periculoasă. Numai când se decojește este periculoasă dacă se stă zi de zi în acea cameră pentru că poate fi inhalată.
Unii artiști, care folosesc vopsele pe bază de ulei, continuă să folosească culoarea alb de carbonat de plumb, motivând proprietățile acesteia în comparație cu alternativele.
Cele mai multe utilizări au fost abandonate din cauza pericolului de intoxicare. Începând cu 2010, în Statele Unite a devenit obligatoriu ca meseriașii care efectuează renovări, reparații sau zugrăveli care necesită distrugerea unui strat de zugrăveală mai mare de aprox. 1 mp în case, clădiri unde stau copiii și școli construite înainte de 1978, să fie certificați și instruiți pentru a urma anumite practici de lucru specifice
pentru a preveni contaminarea cu plumb.
Agenția de știri Reuters afirmă că vopselele cu plumb se mai fabrică în continuare în lume. Agenția afirmă că SUA a redus procentul de plumb din vopsele la 0,06% în 1978, și apoi, din nou, la 0,009% în 2009 și că teste realizate după anul 2000 au arătat că procentul de plumb în vopselele fabricate în anumite țări se situează între 0,7% și 3,2% punând în pericol populația. (Reuters: Lead-laden paint still widely sold around the world)
Carbonatul de plumb (alb) este pigmentul tradițional pentru unele vopsele pe bază de ulei, dar este înlocuit pe scară largă cu pigmenții oxizi de zinc și titan. Este înlocuit și în vopselele pe bază de apă. Carbonatul de plumb (alb) a fost folosit și de către actrițele japoneze geisha și în vest în fondul de ten de albire.
Și în România vopselele pe bază de pigment din plumb au fost interzise. Vopseaua de plumb din casele zugrăvite înainte de 1980 trebuie dată jos
folosind măști adecvate. 
Trebuie aici menționat că dacă vopseaua nu se decojește ea nu este periculoasă. Numai când se decojește este periculoasă dacă se stă zi de zi în
acea cameră pentru că poate fi inhalată. 
Plumbul a intrat și în compoziția vopselei pentru jucăriile copiilor, acum fiind interzis. Este celebru în acest sens scandalul din Uniunea Europeană de la începutul anilor 2000 cu jucăriile chinezești.
Benzina aditivată
Tetraetil plumbul a fost folosit până acum câțiva ani ca aditiv anti-detonație al benzinei autoturismelor.
Detonația apare în motoarele cu aprindere prin scânteie, este un fenomen de ardere anormală a amestecului carburant în cilindri, caracterizat prin faptul că, deși arderea începe corect, în momentul apariției scânteii, ea nu continuă doar prin avansarea frontului de flacără, ci în restul camerei de ardere apar zone în care amestecul carburant se autoaprinde, determinând o funcționare anormală a motorului.
Detonația din motoare nu este propriu-zis o explozie, ci o succesiune de arderi rapide, care produc unele efecte asemănătoare exploziilor.
Pentru a elimina acest fenomen se adăuga în benzină tetraetil plumb (un compus organic pe bază de plumb).
Începând cu 1 ianuarie 2000 benzina aditivată cu tetraetil plumb a fost interzisă în Uniunea Europeană. Această practică a încetat în multe alte țări din lume în efortul de a reduce poluarea toxică care afectează oamenii și mediul.
Realizarea de lipituri pe plăcile de circuite imprimate
Temperatură de topire relativ joasă de 327 grade Celsius, îl face ideal pentru a fi folosit ca material de lipire în realizarea lipiturilor la piesele electrice și electronice. Sârma de lipit conține 37-40% plumb și 60-63% staniu (cositor) și are temperatura de topire de 183º, respectiv de 187º Celsius.
În Uniunea Europeană, începând cu 1 iulie 2006, a fost interzisă folosirea plumbului și la realizarea lipiturilor la obiectele și produsele electrice și electronice produse în UE, prin directiva cu privire la deșeurile provenite din echipamente electrice și electronice și prin directiva de restricționare a substanțelor cu grad de risc, care au intrat în vigoare la acea dată. În Statele Unite, plumbul este încă permis în realizarea lipiturilor la aceste produse.
Alte utilizări anterioare
Plumbul este metalul ce a fost folosit în tiparul ce utiliza metal cald în secolul 19.
Plumbul a fost folosit pentru proiectilele praștiilor, proiectilele originale ale muschetelor (gloanțele rotunde din plumb), astăzi ale puștilor.
A fost interzis în fabricarea gloanțelor pentru vânătoarea păsărilor acvatice, și a fost înlocuit cu fier.
Și în Olanda gloanțele din plumb pentru vânătoare și sport au fost interzise în 1993, iar emisia de plumb a scăzut de la 230 tone în 1990 la 47 tone în 1995.
Plumbul a intrat în compoziția vopselei pentru jucăriile copiilor, acum fiind interzis.
În anii 40-60 a fost folosit în tinichigerie înaintea aplicării vopselei.
Plumbul este un foarte bun conductor. IBM a încercat să realizeze un calculator care să folosească un aliaj al plumbului pentru a realiza efectul
Josephson (un efect fizic care se manifestă prin apariția unui curent electric, prin efectul tunel, între doi supraconductori separați fără a aplica o tensiune).
Plumbul a fost folosit și în pesticide înainte de anii 1950 când livezile de fructe au fost tratate împotriva unor molii.
Marinarii, de asemenea, utilizau un cilindru de plumb atașat de un fir lung pentru a afla adâncimea apei.

## Folosirea plumbului în zilele noastre

### Întrebuințări ale plumbului în vremurile noastre
Plumbul se întrebuințează în construcții, în bateriile plumb-acid de la mașini, la gloanțe, la sudurile de temperatură joasă, cum sunt cele de pe circuitele electronice, la vasele cositorite, la fabricarea aliajelor ce pot fi ușor topite, cu puncte de topire joase, de 150°C.
Plumbul mai este întrebuințat ca scut de apărare în efectuarea radiografiilor, cum ar fi scut în perete sau vestă de plumb.
Plumbul este folosit în aplicații în care temperatura mică de topire, flexibilitatea și densitatea sa mare reprezintă un avantaj.
Punctul său scăzut de topire face ca plumbul să fie turnat ușor în forme, ceea ce face ca muniția să fie turnată cu un efort tehnic minim. Plumbul este, de asemenea, ieftin și mai greu decât toate celelalte metale comune.
Datorită densității sale mari și rezistenței la coroziune, plumbul este folosit ca balast pentru menținerea echilibrului ambarcațiunilor cu vele.
Densitatea sa mare contrabalansează efectul de înclinare al vântului și în același timp ocupă un volum mic. Din același motiv este folosit și de către scafandri la centura pe care aceștia o poartă la brâu pentru a contracara tendința naturală de flotabilitate a acestora și a echipamentului.
Electrozi în acumulatorii plumb-acid

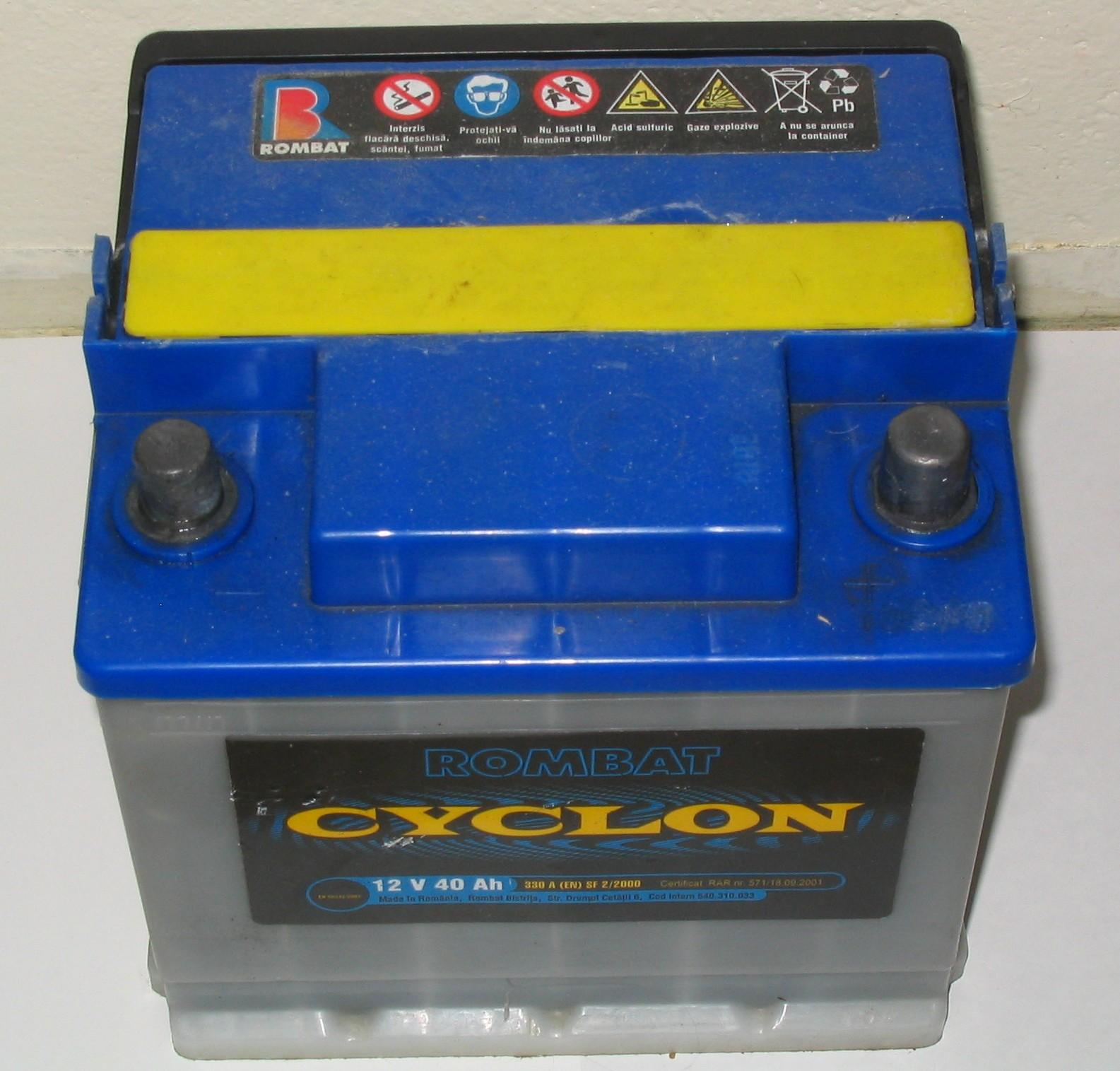
Acumulator pe bază de plumb-acid utilizat la autovehicule

Mai mult de jumătate din producția de plumb a Statelor Unite (cel puțin 1,15 milioane de tone în anul 2000) este folosită pentru automobile, în special ca electrozi în acumulatorii plumb-acid, care se folosesc exclusiv pentru automobile. Acumulatorii autoturismelor pe bază de plumb-acid au la bază plăcuțe de plumb și ca electrolit o soluție de acid sulfuric 33%. Când acumulatorul este complet descărcat plumbul în ambii electrozi se găsește sub formă de sulfat de plumb (PbSO4), iar în electrolit rămâne doar apă. Pe măsură ce acumulatorul se încarcă, electrodul pozitiv se transformă în oxid de plumb (PbO2), iar ionul sulfat trece în soluție. La electrodul negativ sulfatul de plumb se reduce, transformându-se în plumb elementar, ionii sulfat trecând în electrolit.
La încărcarea acumulatorului:
La electrodul pozitiv (anodul): PbO2 <-- PbSO4  Electrolit:  H2SO4
La electrodul negativ (catodul): PbSO4 --> Pb   Electrolit:  H2SO4
Când este în funcțiune procesul este invers, și are loc până la epuizarea ionilor sulfat din soluția de acid sulfuric, dacă acumulatorul nu este încărcat. 
În funcțiune:
La catod are loc reducerea plumbului:
PbO2 + 4H+ + SO42- + 2e- ---> PbSO4 + 2 H2O
La anod are loc oxidarea:
Pb + SO42- -----> PbSO4 + 2e-
Acumulatorul pe bază de plumb și acid a fost inventat de fizicianul francez Gaston Planté în anul 1859 și este cea mai veche baterie care se încarcă. El a fost inițial folosit la funcționarea lămpilor garniturilor de tren când acesta se afla în stații. Acumulatorul este folosit frecvent și în zilele noastre la autoturisme.
Legislația privind acumulatorii este foarte strictă. Aceștia se predau obligatoriu la cumpărarea unui nou acumulator.
Alte Întrebuințări
Plumbul este utilizat ca electrod în procesul de electroliză.
A fost până nu demult utilizat ca aliaj de sudură pentru electronice. Această practică a fost stopată pentru a reduce riscurile de mediu.
Se mai folosește în cablurile de mare tensiune fiind cămașa de armare care înfășoară cablul pentru a-l izola de apă.
Plumbul este folosit în testul de detectare a acizilor organici, aldehidelor și gazelor acide.
Plumbul este, de asemenea, folosit ca în protejarea împotriva radiațiilor, cum ar fi împotriva razelor Röntgen în radiologie.
Mai este folosit ca material de răcire, cum ar fi în reactoarele cu răcire pe bază de plumb.
Plumbul mai este adăugat la alamă (aliaj de cupru cu zinc) pentru a reduce uzura mașinilor de tăiere a metalelor.
În trecut în rachetele de tenis se adăuga plumb pentru a-i crește greutatea.
Este adesea folosit în echilibrarea roților. Această practică este în curs de închidere în favoarea altor materiale din motive de mediu.
Se mai folosește pentru a forma dâre strălucitoare la vitralii sau alte geamuri colorate. Este folosit tot mai puțin din motive stilistice.
Se mai folosește atunci când se dorește izolarea fonică, prin punerea unei foițe de plumb în pereți, podea sau tavan.
Este metalul tradițional care se folosea la confecționarea orgilor, în amestec cu diverse cantități de cositor pentru a controla tonalitatea tuburilor.
Plumbul are multe utilizări în industria construcțiilor (de exemplu foițele de plumb se folosesc ca material pentru acoperiș, lambriuri, burlane pentru scurgere). 
Plumbul este încă folosit pe scară largă la statui și sculpturi.
Plumbul a mai fost folosit de pescari ca greutate pentru undițe.
Utilizarea compușilor cu plumb în zilele noastre
Compușii cu plumb sunt folosiți ca element decorativ în emailarea vaselor ceramice, mai ales cu culorile roșu și galben.
Plumbul este folosit frecvent și în PVC-ul care izolează cablurile electrice.
Plumbul mai este folosit uneori în lumânări, în fitil, pentru a asigura o flacără mai durabilă, mai constantă.
Sticla cu plumb, conține 12-28% oxid de plumb. Plumbul modifică proprietăților optice ale sticlei, reducând transmisia radiației.
Unii artiști, folosind vopsele pe bază de ulei continuă să folosească culoarea alb de carbonat de plumb, motivând proprietățile acesteia în comparație cu alternativele.
Semiconductorii pe bază de plumb, precum telura sau selenura de plumb își găsesc aplicații în celulele fotovoltaice și detectoarele cu infraroșu.

### Producția și consumul de plumb la nivel mondial
Producția și consumul de plumb cresc la nivel mondial. Producția anuală mondială este de aprox. 8 milioane de tone (doar de 100 de ori mai mult decât în antichitate). Aproximativ jumătate din această cantitate este produsă prin reciclare. Cele mai mari țări producătoare de plumb în 2008 au fost Australia, China, Statele Unite, Peru, Canada, Mexic, Suedia, Maroc, Africa de Sud și Coreea de Nord. În 2010 au fost produse 9,6 milioane de tone, din care 4,1 milioane tone din minereuri, restul din reciclare. Australia, China și Statele Unite produc împreună mai mult de jumătate din producția mondială primară de plumb.
Conform unor organisme internaționale la nivel mondial se utilizează în prezent aproximativ 8 kg de plumb pe cap de locuitor. Dacă se face diferențierea între țările dezvoltate și cele în curs de dezvoltare, în primele se utilizează 20-150 kg pe cap de locuitor, iar în ultimele 1-4 kg.
La aceste rate, se estimează că minereurile de plumb se vor epuiza în 42 de ani, iar dacă se consideră o creștere a producției de 2% pe an, în fiecare an, acestea se pot epuiza în doar 18 ani, ceea ce ne face să luăm în considerare mai mult reciclarea. Din fericire, toate metalele se colectează și se reciclează ușor.

## Efectele plumbului asupra sănătății
Contactul omului cu plumbul și compușii săi poate provoca o intoxicație cu plumb, cunoscută sub denumirea de saturnism.